# Mélica Muñoz-Schick
Mélica Elisa Muñoz-Schick (Santiago, 6 de junio de 1941) es una botánica chilena, actualmente es Curadora Emérita del Museo Nacional de Historia Natural de Chile, y se desempeñó como curadora de la institución entre 1966 y 2008. Es hija del botánico chileno Carlos Muñoz Pizarro y de Ruth Schick Carrasco. Pertenece a la Sociedad de Botánica de Chile, a la American Society of Plant Taxonomists (ASPT) y al Grupo Especialista en Plantas de Sudamérica Templada (GEPSAT).

## Niñez y formación académica
Mélica Muñoz creció en el seno de una familia ligada a las ciencias. Su padre fue el distinguido ingeniero agrónomo y botánico nacional, Carlos Muñoz Pizarro, mientras que su madre, Ruth Schick, era químico-farmacéutica. La influencia del padre comenzó desde el nombre de Mélica, que corresponde a un género de plantas localizado en Chile y Europa. Las hermanas de Mélica Muñoz también fueron bautizadas con nombres botánicos, Nassella y Aira. Solamente el hermano, Carlos, no recibiría un nombre científico, a pedido de Ruth Schick.
A fines de la década de 1940, los Muñoz Schick residieron en la Quinta Normal. Se les asignó una casa, ubicada en la esquina de las avenidas Portales y Matucana, considerando que Carlos Muñoz trabajaba en el Museo Nacional de Historia Natural como Jefe de la Sección Botánica. De esta manera los años de infancia de Mélica transcurrieron entre el Parque Quinta Normal, donde observaba plantas y árboles, y los salones del MNHN, donde podía apreciar el trabajo de su padre, además de todas las colecciones que el museo exhibía.
Sus estudios primarios los realizó en el British High School, colegio que estaba situado en la calle Ejército. Luego, en 1959, ingresó a estudiar arquitectura en la Universidad de Chile. Mélica no se adaptó al estudio de la Arquitectura, por lo que decidió cambiarse de carrera, para estudiar Agronomía, decisión que contó con el beneplácito de su padre Carlos, puesto que eso significaba que su hija podría ser su sucesora en los estudios botánicos. En Agronomía se encontró con una mayoría masculina, pero ello no aminoró sus deseos de estudios. Su tesis se basó en el cultivo de las papayas, y la realizó en el Instituto de Investigaciones Agropecuarias (INIA).

## Vida familiar
En 1970 Mélica contrae matrimonio con el arquitecto Sergio Moreira, quien le ayudó trabajos botánicos, mediante el dibujo y la fotografía de plantas, y el diseño de las portadas de sus libros, como Flora del Parque Nacional Puyehue. Mélica tiene cuatro hijos. Tres de ellos (un agrónomo, un ingeniero forestal y un geógrafo) colaboran aportando especies al Herbario del MNHN, además de crecer en el ambiente del MNHN, replicando la dinámica que la propia Mélica tenía con su padre, Carlos Muñoz, o bien lo que hacía su antecesora en el cargo, Rebeca Acevedo, quien era acompañada por su único, quien la ayudaba cuando salía de excursión. Con su hijo, Andrés Moreira Muñoz, Doctor en Geografía, Mélica escribió el libro Alstromelias de Chile: diversidad, distribución y conservación, y se ha convertido en un compañero en investigaciones y trabajo en terreno en diversos lugares de Chile.

## Labor en el Museo Nacional de Historia Natural

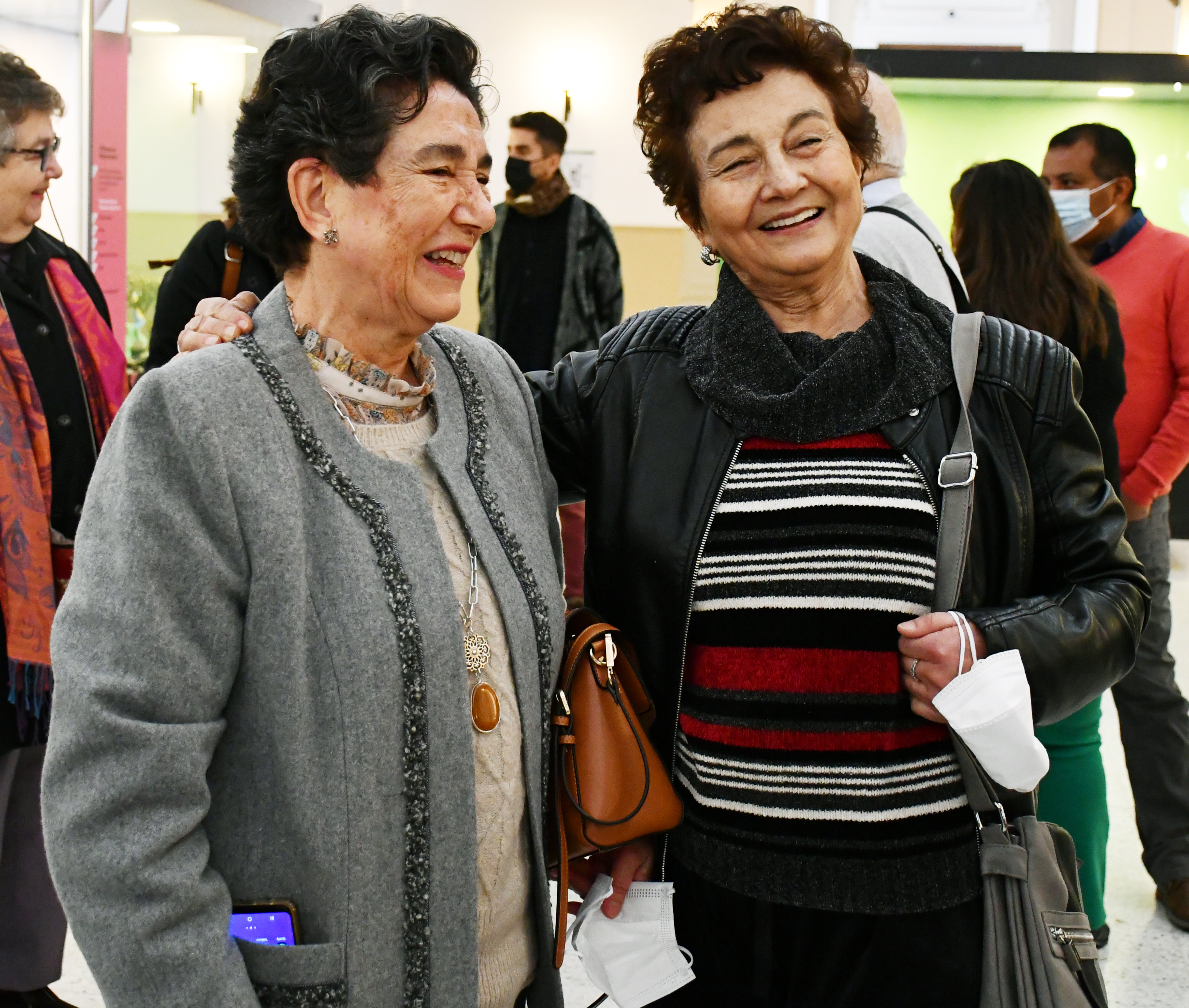
Mélica Muñoz y Fresia Rojas, Curadoras Eméritas del Museo Nacional de Historia Natural de Chile, en el Aniversario 192 del MNHN.

En 1966 Mélica Muñoz, recién habiendo finalizado sus estudios universitarios, ingresó al MNHN. Para ello postuló a un trabajo en la sección de Botánica del museo, puesto Rebeca Acevedo, Jefa de la Sección, se jubiló. Su postulación fue aceptada, por lo que desde ese año Mélica Muñoz fue la Jefa de la sección (siguiendo los pasos de su padre, Carlos Muñoz, quien ocupó el mismo cargo), además de investigadora y curadora del Herbario Nacional. Tenía entonces solo 25 años. El trabajo en el MNHN permitió desarrollar su vocación botánica. Los primeros años en el museo le sirvieron para formarse en la disciplina, lo que incluía revisión de bibliografía y hacer montajes de plantas. Asimismo continuó con la catalogación del Herbario Nacional.
De esta manera asume un trabajo de considerable extensión: la taxonomía de todas las especies botánicas que crecen en Chile. Esta labor consideró el traslado del Herbario y su constante crecimiento, el que se da a la labor de colecta que realizan tanto Mélica Muñoz como otros investigadores de la sección. Uno de los aportes principales de Mélica Muñoz al MNHN y su Herbario es la creación de la base de datos del mismo. Asimismo, se preocupó de que el Herbario contara con una proyección internacional, mediante las relaciones con investigadores de diversos lugares del orbe, así como la inclusión de la base de datos del Herbario Nacional a redes internacionales.
En julio de 1971, la revista Eva le hizo un perfil a propósito de su trabajo de conservación del Herbario Nacional, donde se puede leer: «Este tesoro botánico está a cargo de una tímida muchacha con nombre de planta, pelo negro, ojos café, menuda y delgada. Día tras día, Mélica Muñoz de Moreira (casada, tiene un hijo de tres meses) ordena, identifica y clasifica las plantas secas. Ella es la investigadora Jefe de la Sección Botánica del Museo. Es Ingeniero Agrónomo, y se especializó en taxonomía, que es la ciencia que identifica la planta, es decir, le da un nombre».
Paralelamente impulsó diversos proyectos tales como «Nueva Flora de Chile», consistente en la revisión de la mayor cantidad de ejemplares de flora chilena.
En el MNHN, Mélica Muñoz compartió pasillos con ilustres personalidades de la ciencia chilena, comenzando por la arqueóloga Grete Mostny, directora del museo entre 1964 y 1982, o el Premio Nacional de Ciencias 1996, Nibaldo Bahamonde. Dentro de sus aportes está el trabajo realizado en la exhibición permanente «Chile Biogeográfico», proyecto liderado por Grete Mostny, a comienzos de la década de 1980. Mélica estuvo a cargo del guion botánico de esta muestra, información que estuvo vigente hasta 2010, cuando el terremoto de febrero de ese año obligó a cerrar el museo por daños, lo que haría que «Chile Biogeográfico» fuera rediseñado para la reapertura del MNHN, en mayo de 2012.
A comienzos del año 2008, Mélica Muñoz se acoge a retiro, completando 42 años de trabajo ininterrumpido en el MNHN, institución con la que se mantiene en contacto dado que fue nombrada Curadora Emérita del museo, en homenaje a su trabajo científico.

## Investigaciones
Está dedicada hacia las revisiones de los géneros Melica L., Nassella (Trin.) Desv. y Cristaria Cav.
- Usos de las plantas (uso medicinal y alimenticio, especies nativas con potencial como frutales)
- Catálogos (tipos de Reiche, complemento a los tipos de Philippi, catálogo de C.J.Bertero, catálogo de Gay)
- Nuevos registros de plantas para Chile
- Historia de las plantas y naturalistas
- Especies de la zona mediterránea de Chile
- Endemismos, Géneros Endémicos de Monocotiledóneas.
- Historia de la botánica y naturalistas.
- Distribución de especies, endemismos.
- Conservación de Biodiversidad: participación en tres Libros Rojos sobre Flora y en los Sitios Prioritarios para conservación de la Biodiversidad.

Proyectos en curso
- Libro Rojo de la región de Atacama
- Actualización y ordenación del Herbario de Espermatófitas chilenas ( SGO)

## Algunas publicaciones

### Libros
- Andrés Moreira Muñoz, mélica Muñoz Schick. 1999. Caleu y el cerro El Roble. CONAMA. 119 pp. ISBN 9562884902

- 1987. Botánica de Chile: 250 años de iconografía: agenda Cochrane. Lord Cochrane. 118 pp.

- 1985. Flores del Norte Chico. Ilustró Sergio Moreira Espinoza. 2ª ed. DBAM. 95 pp.

- 1980. Flora del parque nacional Puyehue. Univ. 551 pp.

- La abreviatura «Muñoz-Schick» se emplea para indicar a Mélica Muñoz-Schick como autoridad en la descripción y clasificación científica de los vegetales.[3]